# Colostro

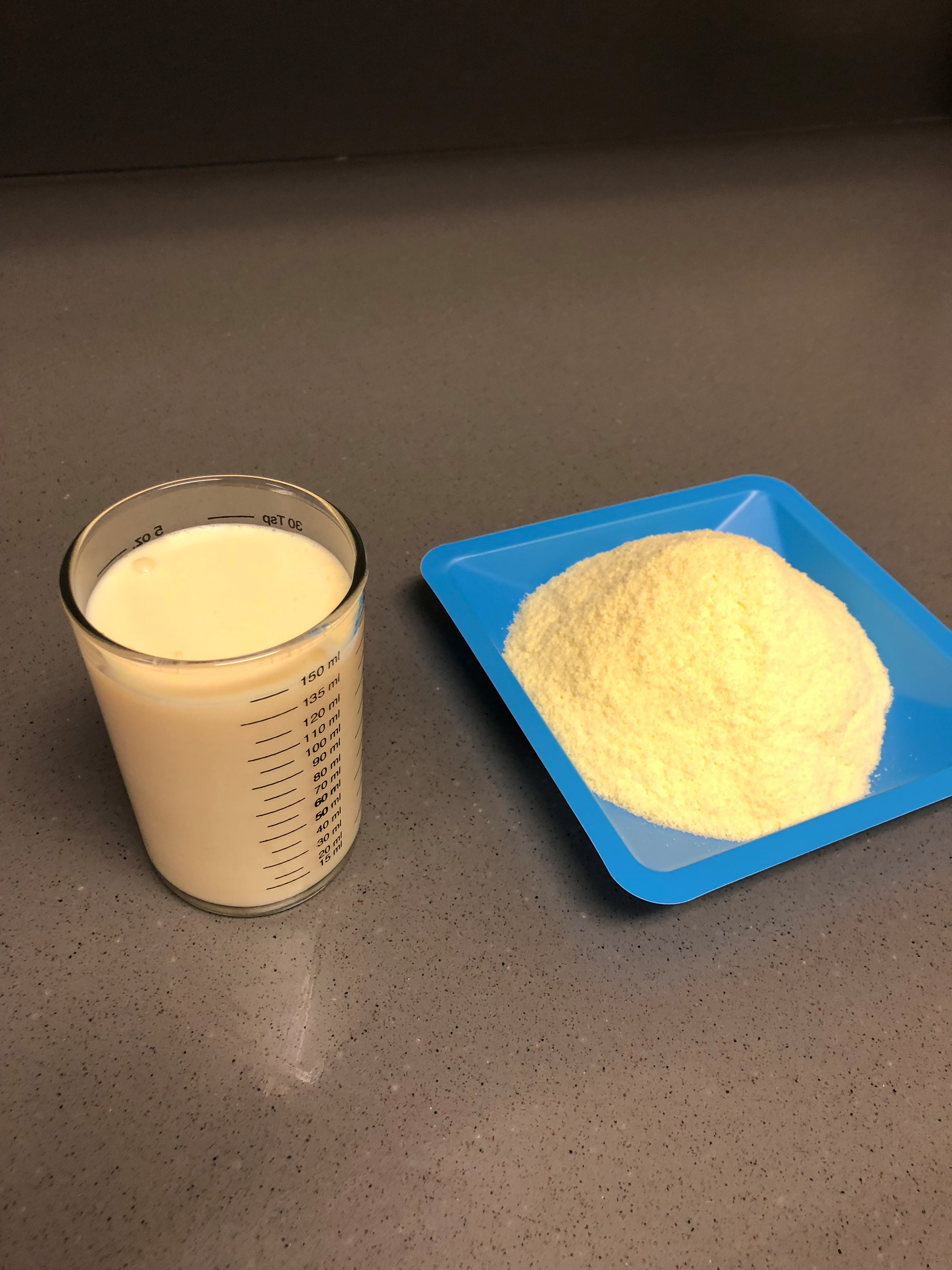
À esquerda, colostro bovino (leite); à direita, colostro bovino em pó (para conservação alimentar).

Colostro é uma forma de leite de baixo volume secretado pela maioria dos mamíferos nas 72 horas  de amamentação pós-parto,  e também está presente na gema de ovos que segundo alguns autores " "imunoglobulinas derivadas de aves podem fornecer um nível mais alto de especificidade e uma quantidade reduzida de efeitos colaterais indesejáveis em comparação com imunoglobulinas derivadas de soro de mamífero.". É composto de vários fatores para o desenvolvimento e proteção como imunoglobulinas,  água, leucócitos, proteínas, carboidratos e outros. O colostro vai se transformando gradativamente em leite maduro nos primeiros quinze dias pós-parto. Também são identificados componentes, como fatores de crescimento, lactoferrina, citocinas anti-inflamatórias, oligossacarídeos, antioxidantes, pré e pró-bióticos, leucócitos e anticorpos.
O colostro tem uma importante função na imunidade passiva de algumas espécies de animais. Nele existem uma grande quantidade de imunoglobulinas, que em determinadas espécies não conseguem passar pela placenta, ficando a cargo total do colostro transferir da mãe para o filho (como o caso do bezerro que é totalmente dependente e morre se não tomar). Além da quantidade de imunoglobulinas, o colostro se difere do leite pela quantidade de sólidos totais, proteínas e demais fatores. Com o tempo, essas diferenças vão diminuindo e essa secreção vai se transformando em leite. Colostro é a primeira forma de leite produzida pelas glândulas mamárias de mamíferos (incluindo humanos) imediatamente após o parto do recém-nascido. A maioria das espécies começa a gerar colostro pouco antes do parto. O colostro tem uma quantidade especialmente elevada de compostos bioativos em comparação com o leite maduro para dar ao recém-nascido o melhor início de vida possível. Especificamente, o colostro contém anticorpos para proteger o recém-nascido contra doenças e infecções, e fatores imunológicos e de crescimento e outros bioativos que ajudam a ativar o sistema imunológico do recém-nascido, impulsionar a função intestinal e semear um microbioma intestinal saudável nos primeiros dias de vida. Os bioativos encontrados no colostro são essenciais para a saúde, o crescimento e a vitalidade de um recém-nascido. Essa transição exige muito do trato gastrointestinal do recém-nascido, pois o intestino desempenha um papel importante tanto no sistema digestivo quanto no sistema imunológico. O colostro evoluiu para cuidar de neonatos mamíferos altamente sensíveis e contribui significativamente para a defesa imunológica inicial, bem como para o crescimento, desenvolvimento e maturação do trato gastrointestinal do recém-nascido, fornecendo nutrientes essenciais e fatores bioativos. O colostro também tem um efeito laxante suave, estimulando a eliminação das primeiras fezes do bebê, chamadas de mecônio . Isso elimina o excesso de bilirrubina, um produto residual dos glóbulos vermelhos mortos, que é produzido em grandes quantidades no nascimento devido à redução do volume sanguíneo do corpo do bebê e ajuda a prevenir a icterícia .

## Componentes bioativos no colostro
Os recém-nascidos têm sistemas digestivos pequenos e muito imaturos, e o colostro fornece seus bioativos em uma forma de baixo volume muito concentrada. O colostro é conhecido por conter células do sistema imunológico (como linfócitos)  e muitos anticorpos, como IgA, IgG e IgM. Esses são alguns dos componentes do sistema imunológico adaptativo. Outros componentes imunológicos do colostro incluem os principais componentes do sistema imunológico inato, como lactoferrina, lisozima, lactoperoxidase, complemento, e polipeptídeos ricos em prolina (PRP). Uma série de citocinas (pequenos peptídeos mensageiros que controlam o funcionamento do sistema imunológico) também são encontradas no colostro, incluindo interleucinas, fator de necrose tumoral, quimiocinas e outros.
O colostro também contém vários fatores de crescimento, como fatores de crescimento semelhantes à insulina I (IGF-1), e II, fatores de crescimento transformadores alfa, beta 1 e beta 2, fatores de crescimento de fibroblastos, fator de crescimento epidérmico, fator de crescimento estimulador de granulócitos-macrófagos, fator de crescimento derivado de plaquetas, fator de crescimento endotelial vascular, e fator estimulador de colônias 1
Durante o aleitamento, imunoglobulinas (IgA, IgG, IgM, IgD, IgE) são transferidas pelo colostro para o recém nascido, havendo passagem de imunidade passiva da mãe para o filho, que ainda apresenta um sistema imune imaturo e precisa de proteção. A importância das imunoglobulinas, em especial, a IgA, como anticorpo, que favorece a saúde da criança, tem a função de inibir a adesão de vírus e bactérias. Assim, evita inflamações e infecções, tais como: diarreia, problemas respiratórios e otite média.

## Consumo humano de colostro bovino
Embora já se tenha entendido que o colostro que uma mãe produz é vital para a saúde de um recém-nascido nos primeiros dias de vida, a pesquisa mostrou que o colostro bovino (vaca) e seus componentes podem continuar a suportar atividades biológicas importantes quando administrado a crianças mais maduras. e adultos, de modo que os benefícios do colostro podem se estender muito além do período de desenvolvimento neonatal.
No decorrer da lactação, mesmo com o declínio da secreção de IgA no leite materno, a atividade biológica de inibição da adesão bacteriana permanece inalterada. Esse dado explica por que as crianças permanecem protegidas contra gastrenterites durante todo o período de aleitamento. Diarreias são mais frequentes após o desmame, independente da idade da criança. Esses dados reforçam a importância do leite materno para recém-nascidos prematuros e pequenos para a idade gestacional.
O colostro é também a única substância capaz de eliminar todos os resíduos de mecônio do trato gastrointestinal do bebê, ajudando o intestino a amadurecer e funcionar de maneira eficiente, além de prevenir o aparecimento de alergias, infecções e diarréia, pelo adequado controle e equilíbrio das bactérias que se desenvolvem no seu intestino. No dia do parto o colostro se apresenta ainda mais rico, daí as primeiras horas de vida serem chamadas por especialistas de "golden hours".
Além de prevenir doenças no início da vida, o leite materno parece reduzir o risco de certas doenças crônicas ligadas ao sistema imunológico, como doenças autoimunes, doença celíaca, doença de Crohn, colite ulcerativa, diabetes mellitus e linfoma.
Como o colostro é rico em células imunologicamente ativas, anticorpos e proteínas protetoras, funciona como uma primeira vacina, protegendo o bebê contra várias infecções. O colostro bovino e o colostro humano são altamente semelhantes em sua composição, ambos contendo muitos dos mesmos anticorpos, fatores imunológicos e de crescimento e outros nutrientes. Como eles compartilham muitos dos mesmos componentes, a maneira como funcionam no corpo também é muito semelhante. O benefício do colostro bovino para a saúde humana tem sido estudado em muitas áreas, incluindo:
- Saúde imunológica: o colostro é composto de uma combinação poderosa de bioativos que oferecem suporte à saúde imunológica, incluindo imunoglobulinas, moduladores imunológicos e oligossacarídeos. Esses bioativos trabalham juntos para apoiar não apenas o sistema imunológico, mas também comprovadamente apoiam a saúde respiratória em adultos e crianças.[32][33][34]
- Saúde digestiva: o colostro é composto de uma combinação benéfica de bioativos que auxiliam na saúde digestiva, incluindo imunoglobulinas, fatores de crescimento e oligossacarídeos. Esses bioativos trabalham juntos para manter e apoiar a integridade intestinal e melhorar a absorção de nutrientes, enquanto seus prebióticos de ocorrência natural alimentam bactérias benéficas e sustentam um intestino equilibrado em adultos e crianças.[35][36][37][38][39][40][41][42] Ao estimular os movimentos intestinais para que o mecônio seja rapidamente eliminado, ajuda na prevenção da icterícia.
- Nutrição na primeira infância: Embora o colostro e o leite materno sejam uma parte crítica da nutrição do recém-nascido, a pesquisa mostrou que o colostro tem benefícios contínuos em crianças com mais de um ano de idade. Como um componente da nutrição na infância, o colostro pode ajudar a apoiar o sistema imunológico das crianças, aliviar problemas digestivos e, de outra forma, apoiar a saúde digestiva das crianças.[34][38][39][41][43] É rico em vitamina A que ajuda a proteger os olhos e a reduzir as infecções. Vem em volumes pequenos, de acordo com a capacidade gástrica de um recém-nascido.
- Nutrição Esportiva: O colostro bovino contém vários bioativos que ajudam a apoiar a nutrição esportiva, incluindo imunoglobulinas e fatores de crescimento. Esses bioativos se combinam para ajudar a manter um sistema imunológico saudável durante o estresse durante o treinamento atlético, enquanto apoiam a proliferação e restituição celular, bem como a síntese de proteínas e o reparo de tecidos moles.[44][45][46][47]

## Uso de colostro na pecuária
O colostro é crucial para animais de fazenda recém-nascidos. Eles não recebem transferência passiva de imunidade através da placenta antes do nascimento, portanto, quaisquer anticorpos de que necessitem devem ser ingeridos (a menos que sejam fornecidos por injeção ou outros meios artificiais). Os anticorpos ingeridos são absorvidos pelo intestino do recém-nascido. O animal recém-nascido deve receber colostro dentro de 6 horas após o nascimento para que ocorra a absorção máxima de anticorpos colostrais. Estudos recentes indicam que o colostro deve ser fornecido aos bovinos nos primeiros trinta minutos para maximizar as taxas de absorção de IgG.O papel do colostro para os animais recém-nascidos é o fornecimento de nutrição e também proteção essencial contra infecções, enquanto os sistemas imunológico e digestivo estão se desenvolvendo e amadurecendo. O colostro bovino fornece macro e micronutrientes, bem como fatores de crescimento, citocinas, nucleosídeos, oligossacarídeos, antimicrobianos naturais, antioxidantes e uma variedade de imunoglobulinas como IgG, IgA, IgD, IgM e IgE. Está bem estabelecido que os níveis mínimos de IgG são essenciais para prevenir a falha da transferência passiva. As glicoproteínas lactoferrina e transferrina que se ligam ao ferro no colostro bovino auxiliam no ataque de patógenos ao impactar sua membrana celular e torná-los mais suscetíveis ao ataque do sistema imunológico por neutrófilos. As citocinas presentes no colostro bovino aumentam a maturação das células B e T e aumentam a produção de anticorpos endógenos. Eles também desempenham um papel importante na regulação do crescimento e desenvolvimento de células epiteliais, proliferação e restituição. Os fatores de transferência aumentam a atividade das células T. Outros fatores de crescimento e imunológicos, como IGF-1, IGF-2, FGF, EGF, TGF, PDGF, etc.
Os componentes do colostro bovino beneficiam a saúde imunológica e digestiva de animais de todas as idades e espécies. A vasta gama de componentes bioativos do colostro bovino aumenta coletivamente a resistência a infecções e doenças causadas por uma ampla gama de patógenos, incluindo bactérias e vírus. A qualidade do colostro é fundamental para proporcionar os benefícios essenciais. Tanto o colostro bovino precoce contaminado no nível da fazenda quanto o leite ou leite de transição tardia são fontes pobres de importantes componentes do colostro necessários para manter a vida e atingir e manter a maturação animal saudável e a homeostase. O colostro bovino também é benéfico para reparar ou curar danos intestinais, bem como aumentar a absorção de nutrientes do trato gastrointestinal. Essas propriedades e benefícios são consistentes entre as espécies humanas e animais.
A transição do fetal para o neonatal e a mudança da dependência materna para a ambiental requer uma mudança imunológica abrupta. Em bezerros, por exemplo, o colostro fornece um benefício significativo no desenvolvimento do intestino neonatal. Isso inclui a área de vilosidade, circunferência, altura e relação altura / cripta. O colostro é extremamente importante para bezerros e potros, a fim de prevenir falha na transferência passiva e morte. Bezerros, potros e leitões com baixos níveis de IgG apresentam risco aumentado de morbidade e mortalidade. O colostro bovino pode ser usado para reduzir a duração e a gravidade das infecções, portanto, pode ser uma ferramenta útil a ser incluída na redução do uso de antibióticos. Finalmente, outro benefício importante e valioso do colostro é a redução da diarreia e o aumento do ganho de peso médio diário, o que traz um benefício significativo para o agricultor e, por fim, para o consumidor. 

## Uso de colostro em animais domésticos
Assim como em humanos e animais de produção, a sobrevivência dos animais domésticos  no estágio de vida do recém-nascido depende em grande parte do colostro. O sistema imunológico dos animais domésticos requer várias semanas a vários meses para se desenvolver completamente. Os anticorpos maternos fornecem benefícios por um período de tempo relativamente curto, então existe uma lacuna com a suficiência imunológica quando um animal está em risco de infecção. Como os humanos, a resposta imune dos animais domésticos  muda com a idade, sendo que o início da vida e as fases posteriores da vida apresentam semelhanças. Ou seja, um viés imunológico pelo qual o animal tem menos capacidade de evitar infecções e maior prevalência de alergia em ambas as extremidades do espectro de idade. O estresse também afeta o sistema imunológico de um animal de companhia, incluindo mudanças no ambiente, dieta, etc. Manter o equilíbrio microbiano intestinal é a chave para manter um sistema imunológico saudável, bem como a integridade da mucosa, semelhante ao dos humanos. Foi demonstrado que o colostro bovino beneficia a imunidade dos animais domésticos e a saúde digestiva.
O colostro bovino desempenha um papel no aumento dos níveis de Ig, aumentando a atividade de estimulação da proliferação de linfócitos e aumentando a atividade de fagocitose. Estes são apoiados por outros componentes do colostro que aumentam ainda mais a atividade da resposta imunológica. As glicoproteínas lactoferrina e transferrina que se ligam ao ferro no colostro bovino auxiliam no ataque de patógenos ao impactar sua membrana celular e torná-los mais suscetíveis ao ataque do sistema imunológico por neutrófilos. As citocinas presentes no colostro bovino aumentam a maturação das células B e T e aumentam a produção de anticorpos endógenos. Eles também desempenham um papel importante na regulação do crescimento e desenvolvimento de células epiteliais, proliferação e restituição. Os fatores de transferência aumentam a atividade das células T. Outros fatores de crescimento e imunológicos, como IGF-1, IGF-2, FGF, EGF, TGF, PDGF, etc. O colostro contém glicomacropeptídeos que ajudam a regular o apetite.
Foi demonstrado que o colostro bovino aumenta a resposta imune em modelos animais, incluindo animais caninos, felinos e equinos, incluindo a manutenção de um nível mais alto de resposta de anticorpos à vacina ao longo do tempo e por um período mais longo do que a vacina sozinha. Os animais alimentados com colostro apresentaram um status imunológico local significativamente maior, resultando em maior IgA por meio da estimulação GALT. O colostro também desempenha um papel fundamental na redução ou prevenção da diarreia e redução das doenças respiratórias.

## História de estudo do colostro bovino e potenciais aplicações futuras
O gado leiteiro está naturalmente exposto a patógenos e produzem imunoglobulinas contra eles. Esses anticorpos estão presentes na corrente sanguínea da vaca e no colostro. Essas imunoglobulinas são específicas para muitos patógenos humanos, incluindo Escherichia coli, Cryptosporidium parvum, Shigella flexneri, espécies de Salmonella, espécies de Staphylococcus e rotavírus (que causa diarréia em bebês). Antes do desenvolvimento dos antibióticos, o colostro era a principal fonte de imunoglobulinas usadas no combate às bactérias. Na verdade, quando Albert Sabin fez sua primeira vacina oral contra a poliomielite, a imunoglobulina que ele usou veio do colostro bovino. Quando os antibióticos começaram a aparecer, o interesse pelo colostro diminuiu, mas, agora que as cepas de patógenos resistentes aos antibióticos se desenvolveram, o interesse está mais uma vez voltando às alternativas naturais aos antibióticos, a saber, o colostro.
Embora o colostro bovino tenha sido consumido por humanos durante séculos, apenas nas últimas décadas vimos um aumento nos ensaios clínicos randomizados para apoiar as afirmações de benefícios à saúde. É provável que ocorra pouca absorção de fatores de crescimento intactos e anticorpos na corrente sanguínea, devido à digestão no trato gastrointestinal. No entanto, a presença de caseína e outras proteínas tamponadoras permite que fatores de crescimento e outras moléculas bioativas passem intactos para o lúmen do intestino delgado, onde podem estimular o reparo e inibir micróbios, agindo por meio de efeitos locais. Isso fornece um mecanismo provável que explica os resultados positivos do colostro na saúde intestinal de adultos em vários estudos publicados recentemente bem controlados. As evidências do efeito benéfico do colostro nos problemas extra-gastrointestinais são menos desenvolvidas, em parte devido ao número limitado de estudos randomizados duplo-cegos publicados, embora uma variedade de usos possíveis tenham sido sugeridos.
O intestino desempenha vários papéis importantes, incluindo atuar como a principal via de absorção de fluidos, eletrólitos e nutrientes, ao mesmo tempo que atua como uma barreira aos agentes tóxicos presentes no lúmen intestinal, incluindo ácido, enzimas digestivas e bactérias intestinais. É também um importante mecanismo de defesa imunológica, detectando comensais naturais e desencadeando a resposta imunológica quando micróbios tóxicos estão presentes. A falha da homeostase devido a trauma, drogas e micróbios infecciosos não apenas danifica o intestino, mas pode levar ao influxo de agentes prejudiciais para a corrente sanguínea. Esses mecanismos são relevantes para várias condições que afetam todas as áreas do mundo e grupos socioeconômicos, como úlceras, inflamação e diarreia infecciosa. Atualmente, há muito interesse no valor potencial do colostro para a prevenção e tratamento dessas condições, pois é derivado de fontes naturais e pode influenciar fatores prejudiciais por meio de várias vias, incluindo suporte nutricional, intervenção imunológica (por meio de sua imunoglobulina e outros fatores antimicrobianos ) e constituintes do fator de crescimento / cura. Como apontado por Kelly, a inconsistência entre os resultados em alguns estudos publicados pode ser devido em parte à variação na dose administrada e ao momento da coleta de colostro sendo testada (primeira ordenha versus colostro coletado até o dia 5 após o parto).
Um estudo piloto com crianças autistas demonstrou benefícios principalmente de melhora no funcionamento gastrointestinal. diminuir o tempo de recuperação e prevenir doenças durante os níveis de pico de desempenho. A suplementação com colostro bovino, 20 gramas por dia (g / d), em combinação com o treinamento físico por 8 semanas pode aumentar a massa magra livre de ossos em homens e mulheres ativos.
Níveis baixos de IGF-1 podem estar associados à demência em idosos, embora a causa não tenha sido estabelecida. A desnutrição pode causar baixos níveis de IGF-1, como a obesidade. A suplementação com colostro, que é rico em IGF-1, pode ser uma parte útil de um programa de redução de peso.  Embora o IGF-1 não seja absorvido intacto pelo corpo, alguns estudos sugerem que estimula a produção de IGF-1 quando tomado como suplemento enquanto outros não
O colostro também possui componentes antioxidantes, como a lactoferrina e a hemopexina, que se ligam ao heme livre no corpo.
A Ilha de Man tinha uma iguaria local chamada "Groosniuys", um pudim feito com colostro. Na Finlândia, um queijo assado chamado Leipäjuusto é tradicionalmente feito com colostro de vaca ou leite de rena.
Uma iguaria doce semelhante a um queijo chamada 'Junnu' ou 'Ginna' é feita com colostro nos estados de Karnataka, Andhra Pradesh e Telangana, no sul da Índia. É feito com leite de vaca e de búfala; em ambos os casos, o leite produzido no segundo dia após o parto é considerado o melhor para fazer essa iguaria parecida com um pudim. O colostro é muito procurado nesses estados, resultando na adulteração do produto.

## Colostro hiperimune
O colostro hiperimune é o colostro bovino natural coletado de uma população de vacas imunizadas repetidamente com um patógeno específico. O colostro é coletado 24 horas após o parto da vaca. Os anticorpos para os patógenos ou antígenos específicos que foram usados na imunização estão presentes em níveis mais elevados do que na população antes do tratamento. Embora alguns artigos tenham sido publicados afirmando que patógenos humanos específicos eram tão elevados quanto no colostro hiperimune, o colostro natural quase sempre tinha títulos de anticorpos mais altos do que a versão hiperimune. Ensaios clínicos demonstraram que se a imunização for por antígenos de superfície da bactéria, o Colostro Bovino em Pó  pode ser usado para fazer comprimidos capazes de se ligar à bactéria para que sejam excretados nas fezes. Isso evita a colonização bem-sucedida do intestino, o que, de outra forma, levaria à liberação de bactérias enterotoxigênicas.

## Polipeptídeos ricos em prolina
Esses pequenos peptídeos de sinalização imunológica (PRPs) foram descobertos de forma independente no colostro e em outras fontes, como plasma sanguíneo, nos Estados Unidos, Tchecoslováquia e Polônia. Por isso, aparecem sob vários nomes na literatura, incluindo Colostrinina, CLN, fator de transferência e PRP. Eles funcionam como moléculas transdutoras de sinal que têm o efeito único de modular o sistema imunológico, ativando-o quando o corpo é atacado por patógenos ou outros agentes de doenças e amortecendo-o quando o perigo é eliminado ou neutralizado. A princípio pensado para realmente transferir imunidade de um sistema imunológico para outro, agora parece que os PRPs simplesmente estimulam a imunidade mediada por células.